# パラケラテリウム
パラケラテリウム (Paraceratherium) は中期始新世から後期漸新世にユーラシア大陸中央部の広範囲に生息していた哺乳類サイ類の属である。長鼻目のナルバダゾウと共に地球史上最大級の陸生哺乳類とされる。

## 分類
著名なジュニアシノニム（遅く記載されたため無効な名）に、インドリコテリウム (Indricotherium) とバルキテリウム (Baluchitherium) がある。これらにパラケラテリウムを加えた3属は、1989年頃までは別属とみなされていた。現在ではこれら3属は同属とする説が有力になり、復元像も首の長い型に統一されている。先取権の原則によりその属の名は最古の名であるパラケラテリウムとなる。
パラケラテリウムとは「角のない獣の近く」を意味しており、インドリコテリウムの学名はロシアの民間伝承に登場する伝説上の巨大な動物「インドリク」に由来している。漢字では「巨犀」とも表記される。また、バルキテリウムの学名はパキスタン西部のバルチスタンで化石が発見されたことに由来する。

### 種
スペンサー・ルーカスとジェイ・ソーバスは4種を認めている。他にも P. grangeri、P. asiaticum、P. lepidum といった仮説的な数種が提示されている。
Paraceratherium bugtiense (Pilgrim, 1908)
模式種。Baluchitherium osborni Forster Cooper, 1913 はシノニム。バルチスタンで発見された。
Paraceratherium transouralicum (Pavlova, 1922)
旧名 Indricotherium transouralicum。Baluchitherium grangeri Osborn, 1923、Indricotherium asiaticum Borissiak, 1923、Indricotherium minus Borissiak, 1923 はシノニム。最も広く見られ、カザフスタン、モンゴル、中国の内モンゴル自治区、中国北部に産する。
Paraceratherium orgosensis (Chiu, 1973)
最大の種。Dzungariotherium turfanensis Xu & Wang, 1978、Paraceratherium lipidus Xu & Wang, 1978 はシノニム。新疆に産する。
Paraceratherium prohorovi (Borissiak, 1939)
カザフスタンで発見された。
Paraceratherium zhajremensis (Osborn, 1923)
インドに産する。
Paraceratherium huangheense (Li et al., 2017)
甘粛省で発見され、種小名は黄河を意味する。
Paraceratherium linxiaense (Deng, 2017)
中国北西部に産する。
Paraceratherium sp.
南西ヨーロッパ、トルコに産する。

### 研究史
1920年代にアメリカ合衆国のロイ・チャップマン・アンドリュースのチームによって断片的な化石が発見されて以来、ユーラシア大陸の内陸部の各地で化石が発見されていたが、いずれも部分的なもので全体像の把握が困難であった。最終的にバルキテリウム、パラケラテリウム、インドリコテリウムの3属が便宜的に設定されたが、異なる属ではなく亜種である可能性も考慮された。各復元像にも多少だが差異が見られ、バルキテリウムは首が短くて位置が低いなど現生のサイに近い屈強なプロポーションで考案され、対照的にインドリコテリウムの場合はキリンやラクダ等と類似して首や脚が細長く頭頂部の位置が高い細身の体躯になっており、現代の復元図の大半は後者のパターンに準じている。
1989年にはスペンサー・ルーカスとジェイ・ソーバスが、インドリコテリウムとパラケラテリウムの差異はせいぜい種レベルにすぎず、さらに同種の性的二型の可能性（より大型のインドリコテリウムが雄でパラケラテリウムが雌）を提唱していた。

## 形態

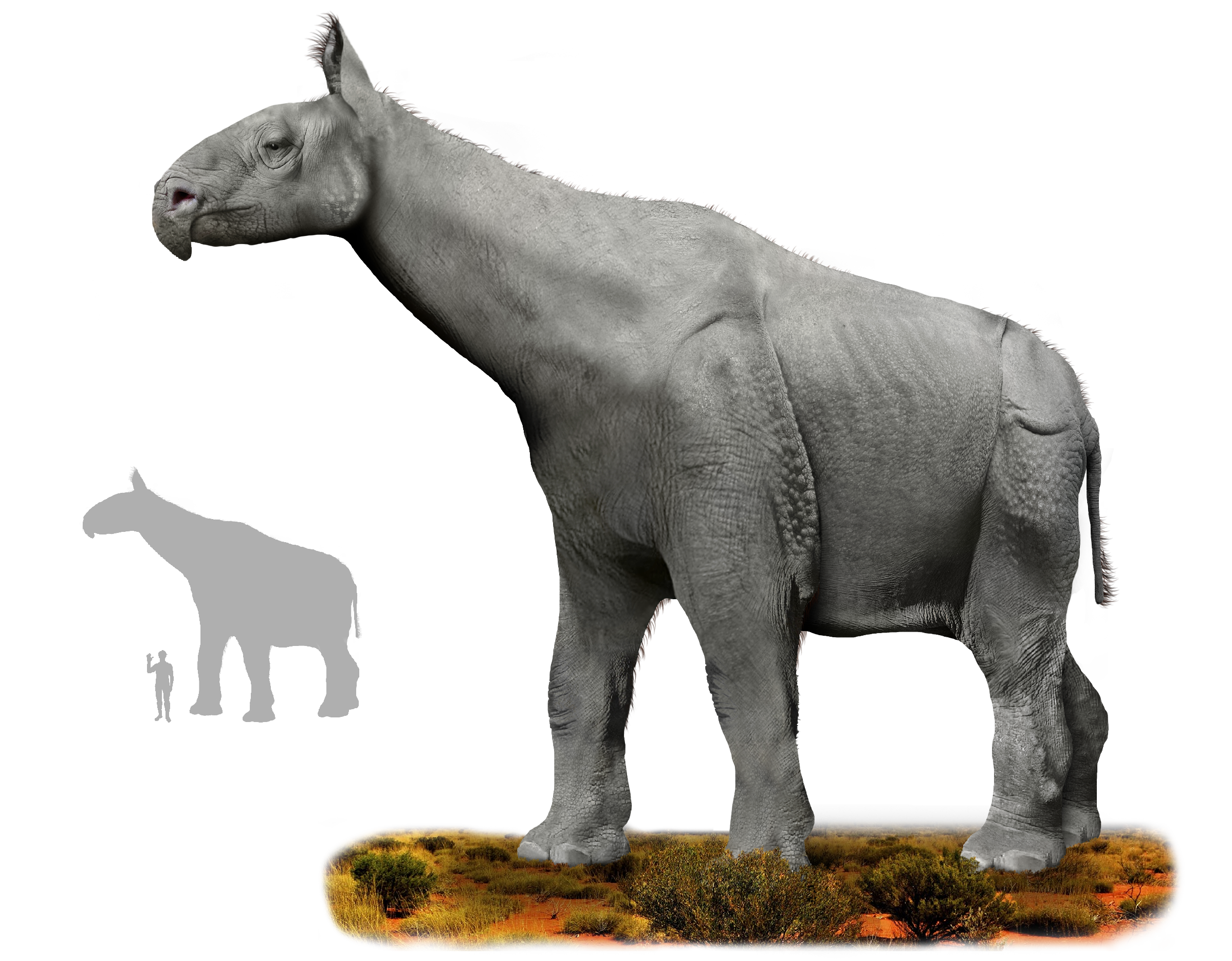
パラケラテリウムの復元想像図。

かつては頭胴長約8メートル、肩高約5.3メートル、体重30トンとも推測されていたが、後年では体長7.4メートル、肩高4.8メートル、首長2 - 2.5メートル、体重は約11 - 20トンとされており、肩高5.2メートル、体重22トンに達したとも推定される最大級の長鼻目であるナルバダゾウに次ぐ地球史上最大級の陸棲哺乳類であった。また、中新世以降のサイ科でも最大の種類であったエラスモテリウムよりも遥かに大型であった。
頭骨と脚部の長さも陸棲哺乳類では地球史上最長であり、頭骨長は約1.3メートルにも達したが体躯に比してやや小柄であった。サイの仲間であるが、角はなく、体格はウマ的でやや細身であり、首と脚が比較的長かった。雄の頭骨には骨の肥厚が認められ、縄張りや雌を巡っての儀礼的闘争を行ったとされる。おそらくは柔軟な上唇を持ち、現生のキリンのように、上顎にある牙状の切歯で高木の小枝や葉をむしり取って食べたと想像される。当時の彼らの生息地域には大きな樹木が大量に生い茂っており、彼らは食料となる樹木が豊富な恵まれた生息環境の中で巨大化する方向へと進化していったと考えられる。
胴体は前肢が長いため後方に向かってなだらかに傾斜しており、脊柱は空隙などで軽量化された構造になっていた。肢端には3本の趾があり、中央の中指に重心がかかるようになっていた。

## 生態

パラケラテリウムとキリンと人間の大きさの比較。

体の大きさから、湿潤、または乾燥した地域の森林地帯を好んで生息していたと考えられている。四肢の近位部が長い形態から、巨体に似合わず高速で走れたとも言われる。一方でその大きさ故に沼地などでは足をとられ、そこで死を迎えることも少なくなかったようであり、そのような場所から発見された化石もある。
肉歯類が子供を襲う程度はあったかもしれないが、成獣にはほとんど天敵はいなかったと推測される。また、彼らはゾウのように群れを作って広範囲を移動しながら生活し、群れの中で子供を保護していた可能性も考えられる。しかし、当時は南アジアなどのパラケラテリウムの生息域の一部には最大で体長が10メートル近くあったとも推測される非常に巨大なワニが生息していたことが化石から確認されており、成獣でも病気等で弱った個体などが捕食された可能性がある。
内温性動物であるため身体に熱がたまりやすく、高温になる昼間は避け、気温が下がる夜間などに活動していたとする説もある。類似した生態と推測される現生のサイや長鼻目を参考にした推測になるが、体の大きさから推定して妊娠期間は約2年に及び、1度に1頭を出産したと考えられている。また、子供は親の下で数年間養育され、十数年を経て成熟する。寿命は50-70年ほどであり、一生に産む子供の数は多くても5-6頭程度だったと思われる。また、雌雄における頭部の厚さを比較すると雄の頭部に厚みがあることから、繁殖行動としてキリンの「ネッキング」に類似した闘争を行った可能性が示唆されている。

## 分布
パラケラテリウム属は大型のサイ類では最も広範囲に分布していた部類の一つであった。中期始新世から後期漸新世のユーラシア大陸の中央部を中心に分布しており、西は東ヨーロッパ、東は中国、南はインド亜大陸やパキスタンなどに達し、アナトリア半島やコーカサス地方でも確認されている。特に標本が多く発見されているのは中国、モンゴル、カザフスタン、パキスタンであった。主だった6属を含む全種が中国の北西部から南西部にかけて生息していた。
当時は現在のチベット高原に海抜2000メートル以下の標高の低い地域が存在していた可能性があり、本属はこれらの地域を利用しただけでなく、チベット高原の西側やインド亜大陸の北部にまで広がっていたテチス海の東海岸に沿って中央アジアからチベット高原を経由し、比較的に支障なく拡散して分布を拡大させていたと推測されている。

## 絶滅
約1000万年間近くの長きにわたって繁栄したパラケラテリウムだが、漸新世の終焉と共に絶滅した。この原因としては、ヒマラヤ山脈の造山活動による生息地の環境や気候の変化（乾燥化や寒冷化）、それによる森林の減少、漸新世の終結前後にアフリカ大陸からユーラシア大陸に進出してきたゾウ類などの新たな競合相手の出現といった様々な要因が考えられ、これらが絡んだ複合的な結果という可能性もある。メガファウナ全般に共通して言えることだが、巨体ゆえに大量の食料を必要としていた彼らは、生息環境の変化による食料不足に対して非常に弱かった。さらに、巨体ゆえの成長の遅さと繁殖率の低さも絶滅のリスクをより高めたと考えられる。

## 関連画像

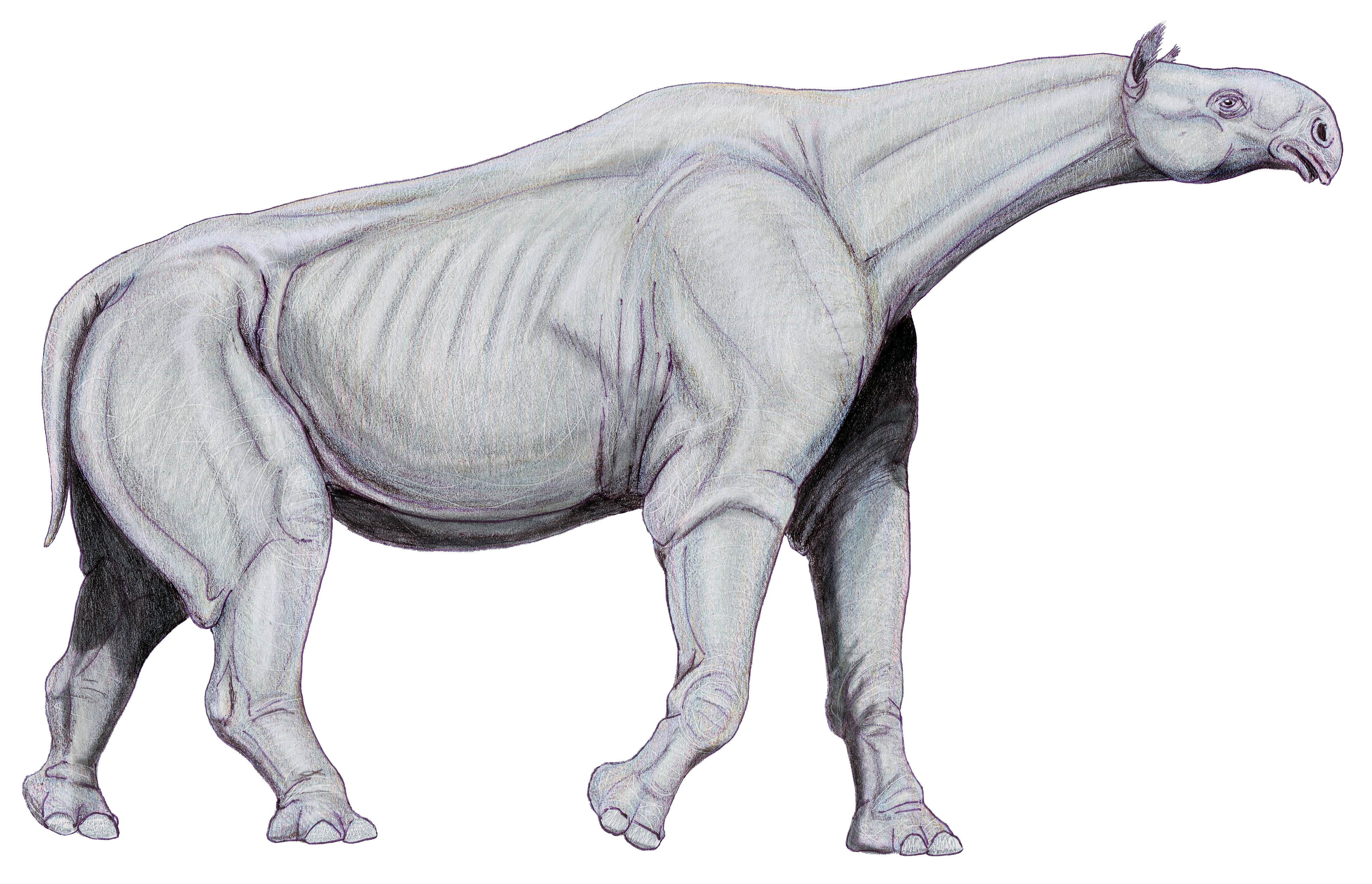
復元想像図
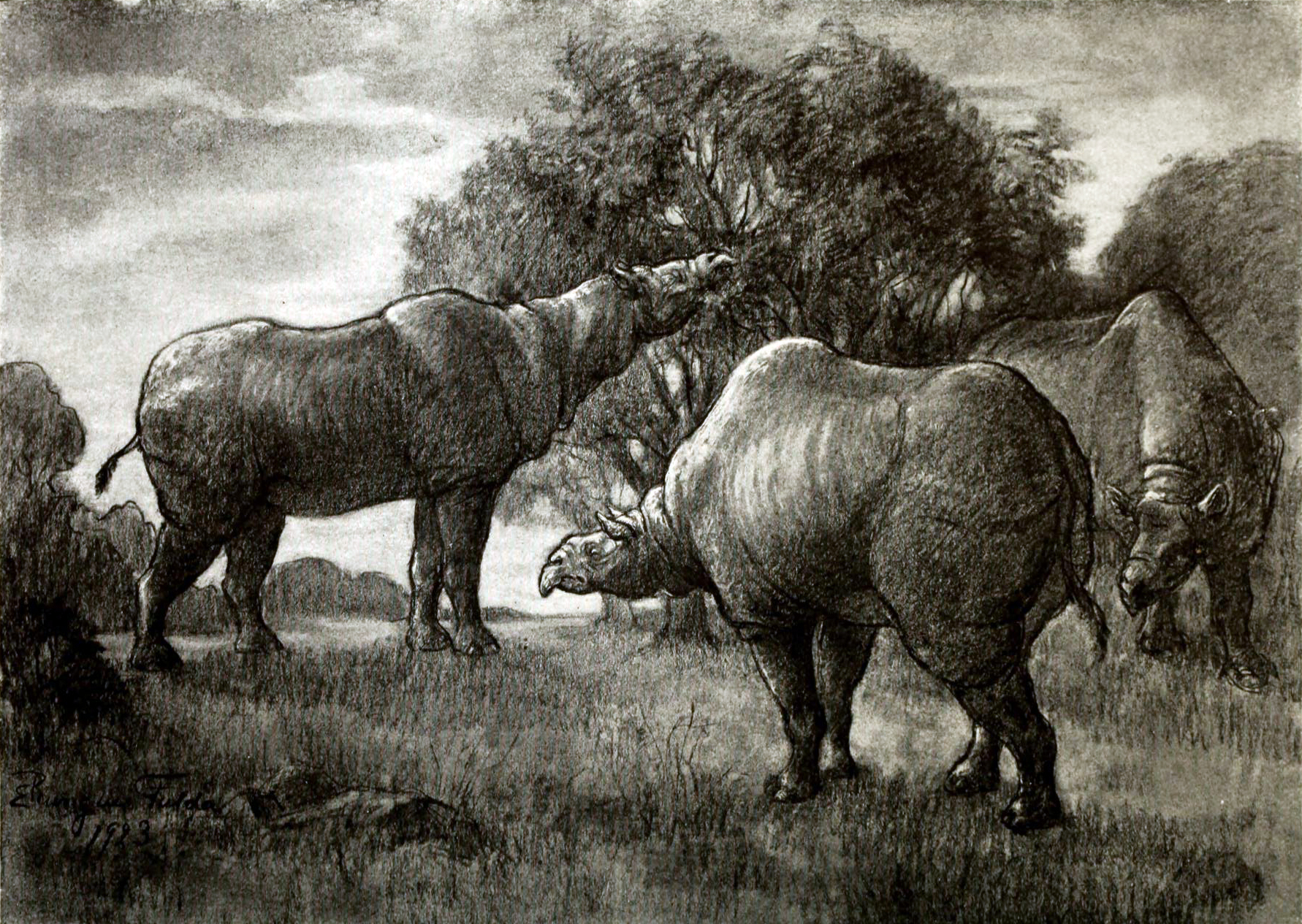
復元想像図
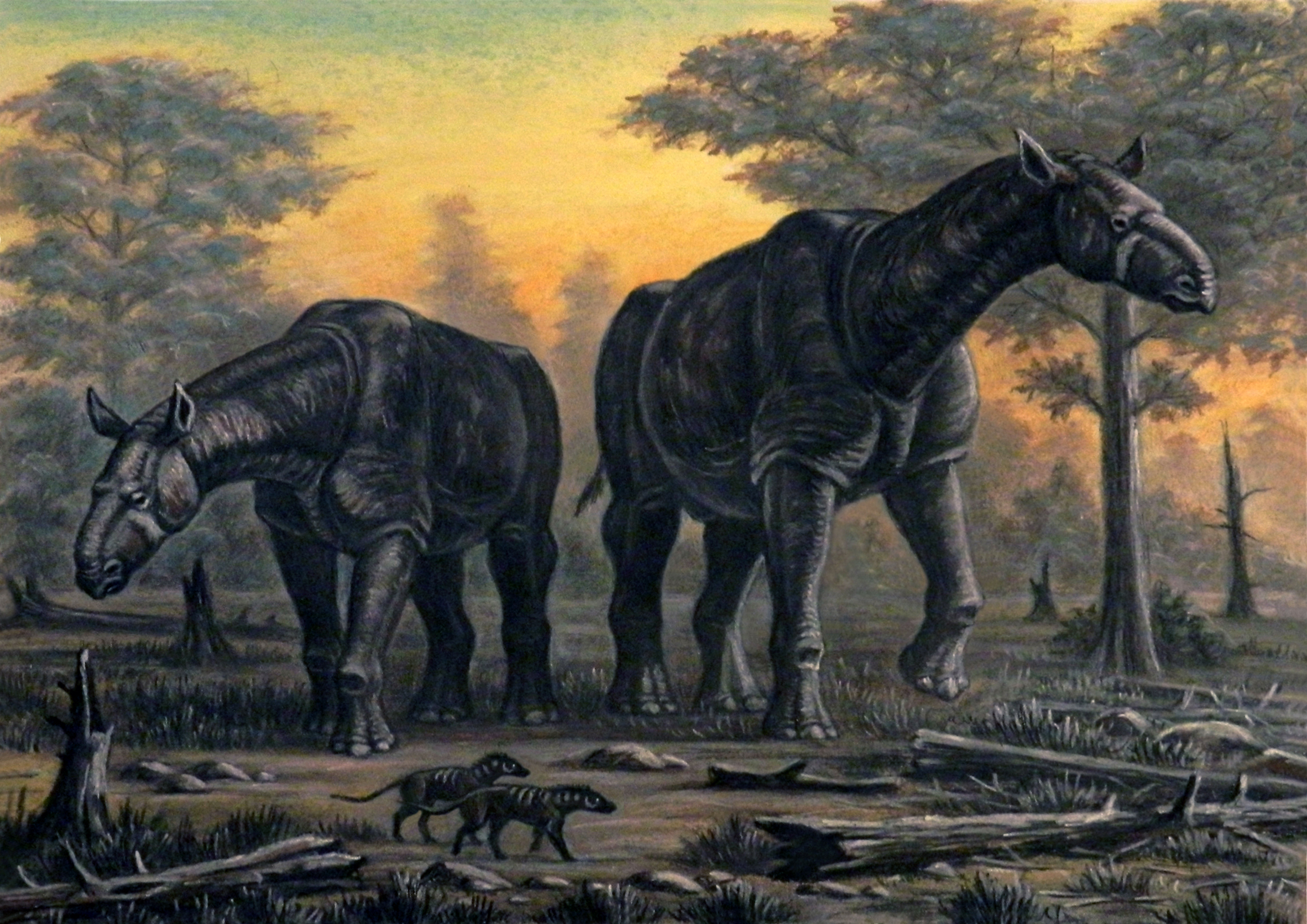
パラケラテリウムとヒアエノドンの復元想像図
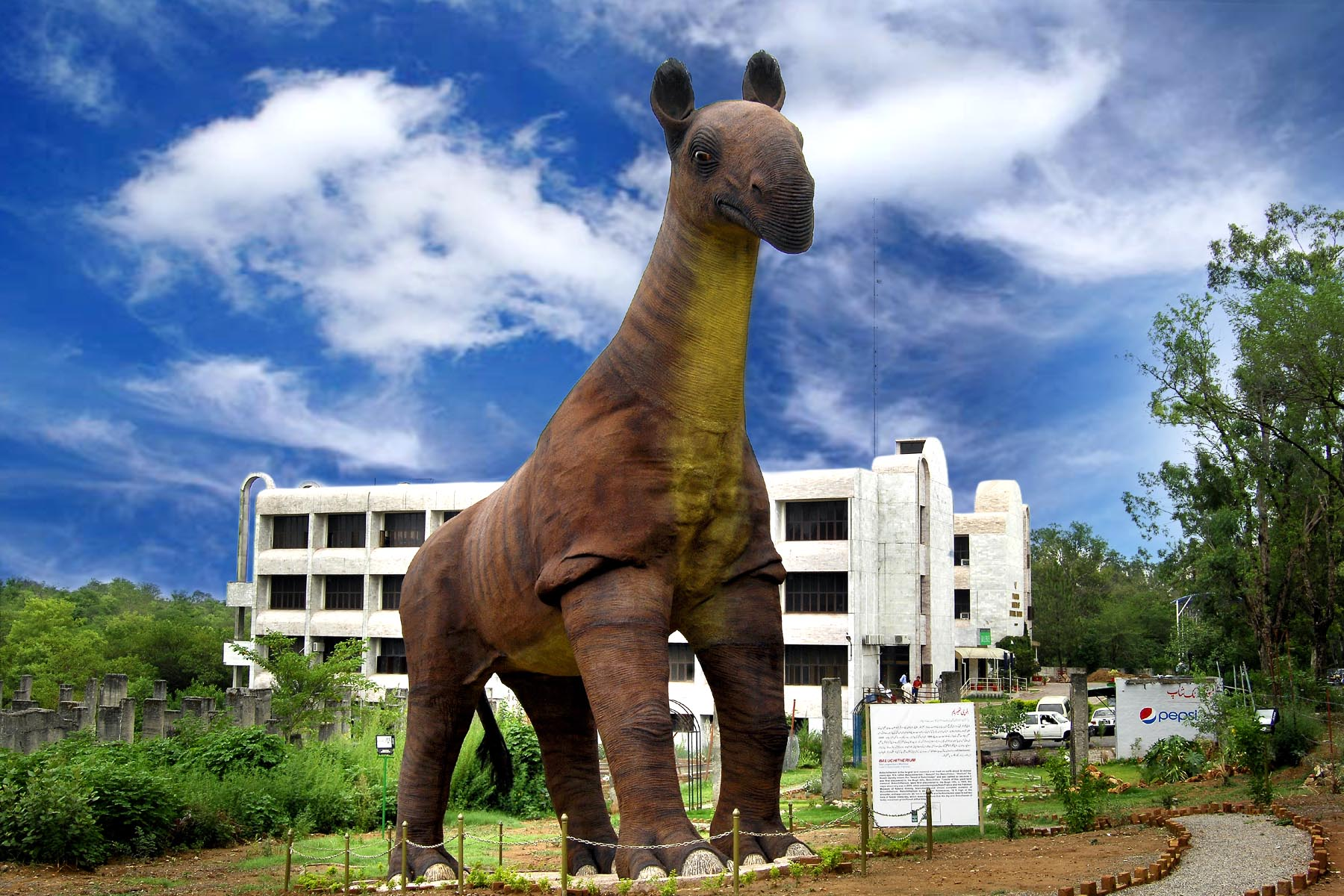
パキスタン自然史博物館（英語版）に展示された実物大の模型。